# Мать Картли
Мать Грузина (груз. ქართვლის დედა — Картвлис Деда) — монумент в столице Грузии, городе Тбилиси, ставший одним из его символов.

Мать Грузия

Статуя символизирует грузинский национальный характер: женская фигура держит в левой руке чашу с вином для приветствия тех, кто пришёл как друг, а в правой руке меч для тех, кто пришёл как враг.

## История
Монумент был построен на Сололакском хребте в 1958 году, когда город Тбилиси отмечал свой 1500-летний юбилей. Автором монумента высотой 20 метров является грузинский скульптор Элгуджа Амашукели.
Первоначально, в 1958 году монумент был выполнен из дерева. В 1963 году он был заменён на алюминиевый.
В 1990-е годы взамен демонтированного старого монумента был установлен новый. Скульптура сменила платье с удлиненными рукавами на более современное, а также получила новый головной убор — менее традиционную косынку и лавровые листья.
За скульптуру Мать Картли Элгуджа Амашукели был удостоен в 1965 году Государственной премии Грузинской ССР им. Ш. Руставели.